# Çankaya
Çankaya ist eine Gemeinde, die Bestandteil der Großstadtkommune Ankara und zugleich ein flächenidentischer staatlicher Verwaltungsbezirk (İlçe) der türkischen Provinz Ankara ist. Das Gebiet der Gemeinde ist von den Gemeinden/Bezirken Mamak, Yenimahalle, Gölbaşı und Altındağ umgeben. 949.265 Einwohner leben in den 123 Mahalle (Stadtteilen). Das İlçe Çankaya wurde 1936 errichtet.

## Bevölkerung

### Einwohnerentwicklung
Während die Zahl der gemeldeten Wohnbevölkerung 921.999 (Ende 2017) betrug, hielten sich tagsüber in Çankaya über 2 Millionen Personen auf.
Nachfolgende Tabellen geben die dokumentierten Einwohnerstände der Stadt und des Kreises Çankaya wieder.
Die Werte der oberen Tabelle sind E-Books (der Originaldokumente) entnommen bzw. entstammen der Datenabfrage des Türkischen Statistikinstituts TÜIK – abrufbar über diese Webseite:; die Werte der unteren Tabelle basieren auf der Bevölkerungsfortschreibung durch das 2007 eingeführte adressbasierte Einwohnerregister (ADNKS).

| Şehir | 180.989 | 304.077 | 470.454 | 653.290 | 895.005 | 921.882 | 665.128 | 712.304 | 758.490 |  |  |  |  |  |
| İlçe  | 210.294 | 323.814 | 769.331 | 683.210 | 927.809 | 968.668 | 667.351 | 714.330 | 769.331 |  |  |  |  |  |
|       |         |         |         |         |         |         |         |         |         |  |  |  |  |  |
| Jahr  | 2009    | 2010    | 2011    | 2012    | 2013    | 2014    | 2015    | 2016    | 2017    |  |  |  |  |  |
| İlçe  | 794.288 | 797.109 | 813.339 | 832.075 | 914.501 | 913.715 | 922.536 | 919.119 | 921.999 |  |  |  |  |  |
|       |         |         |         |         |         |         |         |         |         |  |  |  |  |  |
| Jahr  | 2018    | 2019    | 2020    | 2021    | 2022    |         |         |         |         |  |  |  |  |  |
| İlçe  | 920.890 | 944.609 | 925.828 | 949.265 | 942.553 |         |         |         |         |  |  |  |  |  |

Sonstige Quellen:
Landratsamt Çankaya, Nufusu.com, Nufusune.com

## Territoriale Neuorganisationen

### Die Errichtung der Großstadtkommune Ankara 1984
Die Gebiete von Gölbaşı und Mamak wurden 1983 aus dem İlçe Çankaya ausgegliedert und zu eigenen İlçe gemacht, somit sank signifikant die Einwohnerzahl zwischen 1980 und 1985. Mit der Organisation Ankaras als Großstadtkommune 1984, mit der die bisherige Belediye Ankara aufgelöst wurde, wurden diese İlçe (einschließlich Çankayas) dann selbst als Gemeinden (Belediye) organisiert.

## Politik

### Bürgermeister
Seit 1984 wird regelmäßig alle fünf Jahre ein neuer Bürgermeister (türkisch Belediye Başkanı) (wieder-)gewählt.
| Jahr | Bürgermeister     | Partei | Stimmen | in %  |
| ---- | ----------------- | ------ | ------- | ----- |
| 2019 | Alper Taşdelen    | CHP    | 418.740 | 73,48 |
| 2014 | Alper Taşdelen    | CHP    | 388.365 | 64,89 |
| 2009 | Bülent Tanık      | CHP    | 287.104 | 59,08 |
| 2004 | Muzaffer Eryılmaz | CHP    | 201.269 | 50,82 |
| 1999 | Haydar Yılmaz     | CHP    | 138.820 | 32,51 |
| 1994 | M. Doğan Taşdelen | SHP    | 146.353 | 35,11 |
| 1989 | M. Doğan Taşdelen | SHP    | 170.155 | 54,29 |
| 1984 | Erdoğan Yavuzlar  | ANAP   | 114.233 | 47,92 |

### Städtepartnerschaften
Folgende Städte und Gemeinden sind privilegierte Partner bzw. Städtepartner (türkisch Kardeş Kentler) der Çankaya Gemeinde:

#### International
- Seit 1992,  North York
- Seit 1995,  Maikop (Hauptstadt von der Republik Adygeja)
- Seit 1995,  Woollahra (Metropole Sydney)
- Seit 2002,  Podil
- Seit 2003,  Playa
- Seit 2003,  Seocho
- Seit 2006,  Kyrenia
- Seit 2007,  Bangui
- Seit 2007,  Süchbaatar
- Seit 2010,  Yuexiu
- Seit 2010,  Opština Centar
- Seit 2012,  Ramallah
- Seit 201?,  Lidingö
- Seit 201?,  Wieden
- Seit 2016,  Dongcheng
- Seit 2018,  Sektor 1 (Bukarest)

#### National
- Seit 2011,  Ovacık (Provinz Tunceli)
- Seit 2012,  Hacıbektaş (Provinz Nevşehir)
- Seit 2012,  Yakakent (Provinz Samsun)
- Seit 2012,  Yedisu (Provinz Bingöl)
- Seit 2013,  Küçükkuyu (Provinz Çanakkale)
- Seit 2014,  Seferihisar (Provinz Izmir)
- Seit 2016,  Defne (Provinz Hatay)
- Seit 201?,  Pülümür (Provinz Tunceli)
- Seit 2016,  Arsuz (Provinz Hatay)
- Seit 201?,  Kemerhisar (Provinz Niğde)

## Kultur und Sehenswürdigkeiten

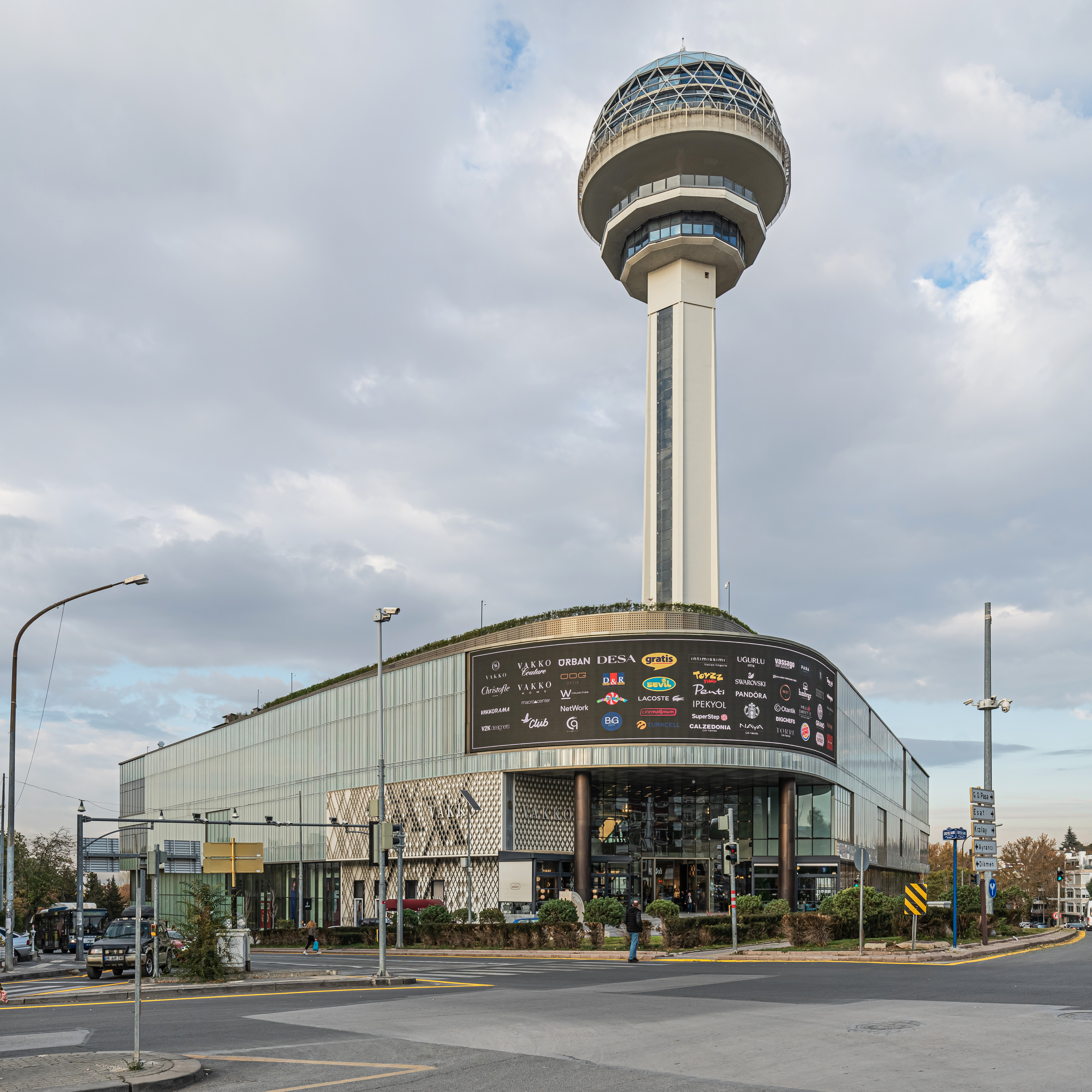
Atakule-Fernsehturm hinter dem Atrium-Einkaufszentrum

Çankaya ist als Regierungsviertel der wichtigste Stadtteil der Großstadtkommune Ankaras und beherbergt viele bedeutende Institutionen:
- Das Atatürkmausoleum (Anıtkabir)
- 114 ausländische Vertretungen.[3]
- Der ehemalige (bis 2014) Präsidentenpalast (Çankaya Köşkü)
- Das türkische Parlament (Türkiye Büyük Millet Meclisi).
- Atakule-Fernsehturm

Neben diesen Stätten gibt es zahlreiche Museen, Denkmäler und öffentliche Plätze.

## Wirtschaft und Infrastruktur

### Verkehr
Über den Bahnhof Ankara (Gemeinde Altındağ) und das Busterminal (Gemeinde Yenimahalle), die grenznah in den Nachbargemeinden liegen, ist Çankaya mit dem landesweiten öffentlichen Verkehrssystem verbunden.

### Bildung
- Der Landkreis Çankaya enthält 103 Grundschulen, 46 Gymnasien und 59 Privatschulen[3]
- Neben Einrichtungen von vier staatlichen Universitäten (Universität Ankara, Gazi Üniversitesi, Hacettepe-Universität und die Technische Universität des Nahen Ostens) gibt es acht private Universitäten (unter anderem die Bilkent-Universität) und eine Militärschule (Kara Harp Okulu).[3] Damit verbunden gibt es an die 100.000 Studenten.[3]

## Persönlichkeiten

### Söhne der Gemeinde
- Duhan Aksu (* 1997), türkischer Fußballspieler
- Mert Çetin (* 1997), türkischer Fußballspieler
- Ozan Kabak (* 2000), türkischer Fußballspieler
- Arda Ünyay (* 2007), türkischer Fußballspieler

## Reportage
- Gordian Arneth: Die Müll-Bibliothek von Çankaya. (YouTube-Video – 52:48 min.) Eine der ungewöhnlichsten Bibliotheken der Welt. Sie besteht aus gebrauchten, bereits gelesenen Büchern. In: 360° – GEO Reportage. ARTE / MedienKontor, November 2018.